# Kala Patthar
Le Kala Patthar ou Kala Pattar, littéralement « roche noire » en népalais et en hindi, est un point situé à 5 643 m d'altitude sur l'arête sud du Pumori, au Népal. D'une hauteur de culminance d'environ 10 mètres, ce n'est pas un sommet à proprement parler, mais son ascension est très prisée car offrant un point de vue facilement accessible et particulièrement spectaculaire sur le versant sud de l'Everest.
Le 4 décembre 2009, le gouvernement népalais y a tenu un conseil des ministres à sa base, pour attirer l'attention sur le réchauffement climatique.

Vue depuis le sommet du Kala Patthar : Khumbutse, Changtse, Lho la, épaulement ouest et cime principale de l'Everest, col Sud, Nuptse.

Ascension du Kala Patthar
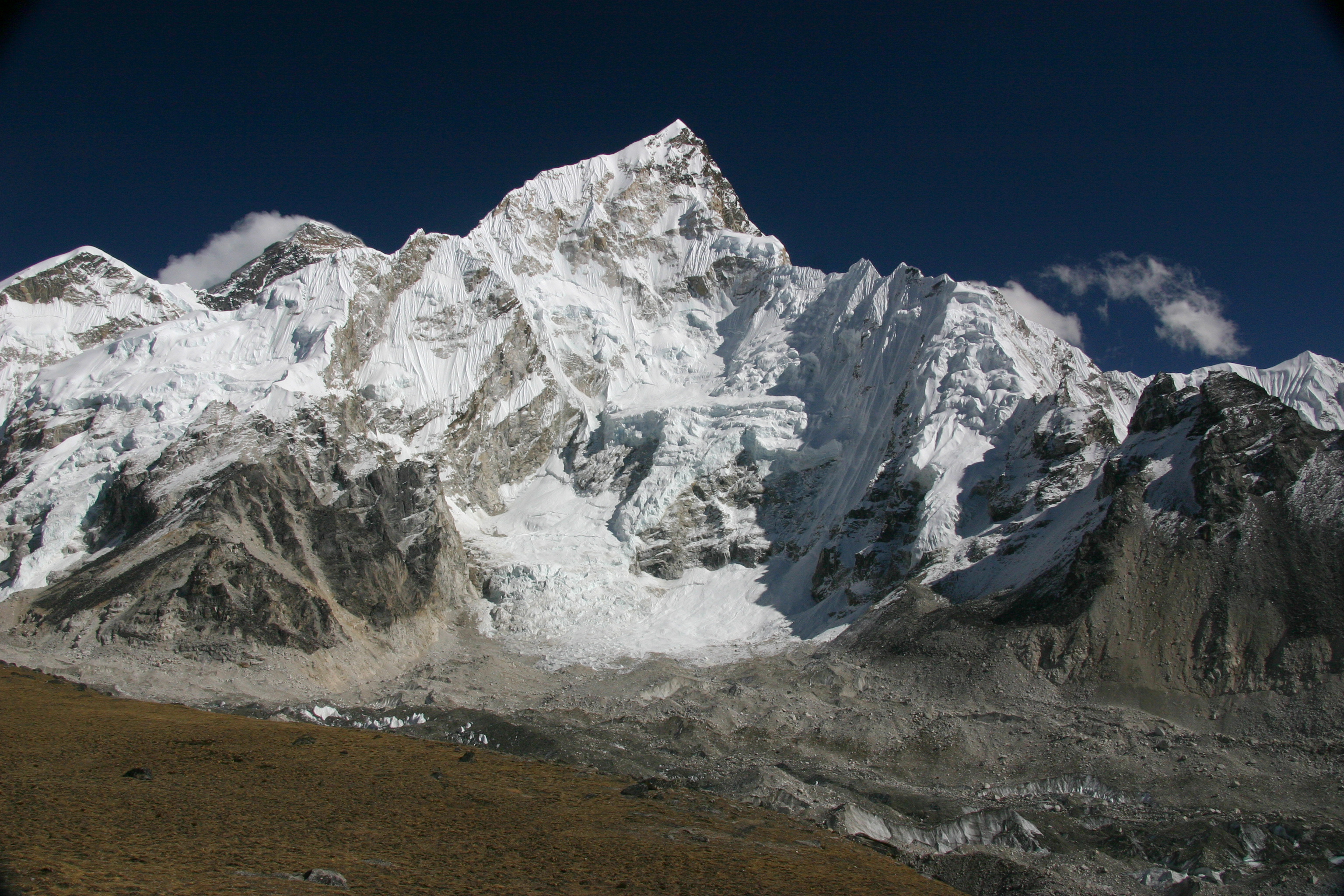
Everest-Lhotse.
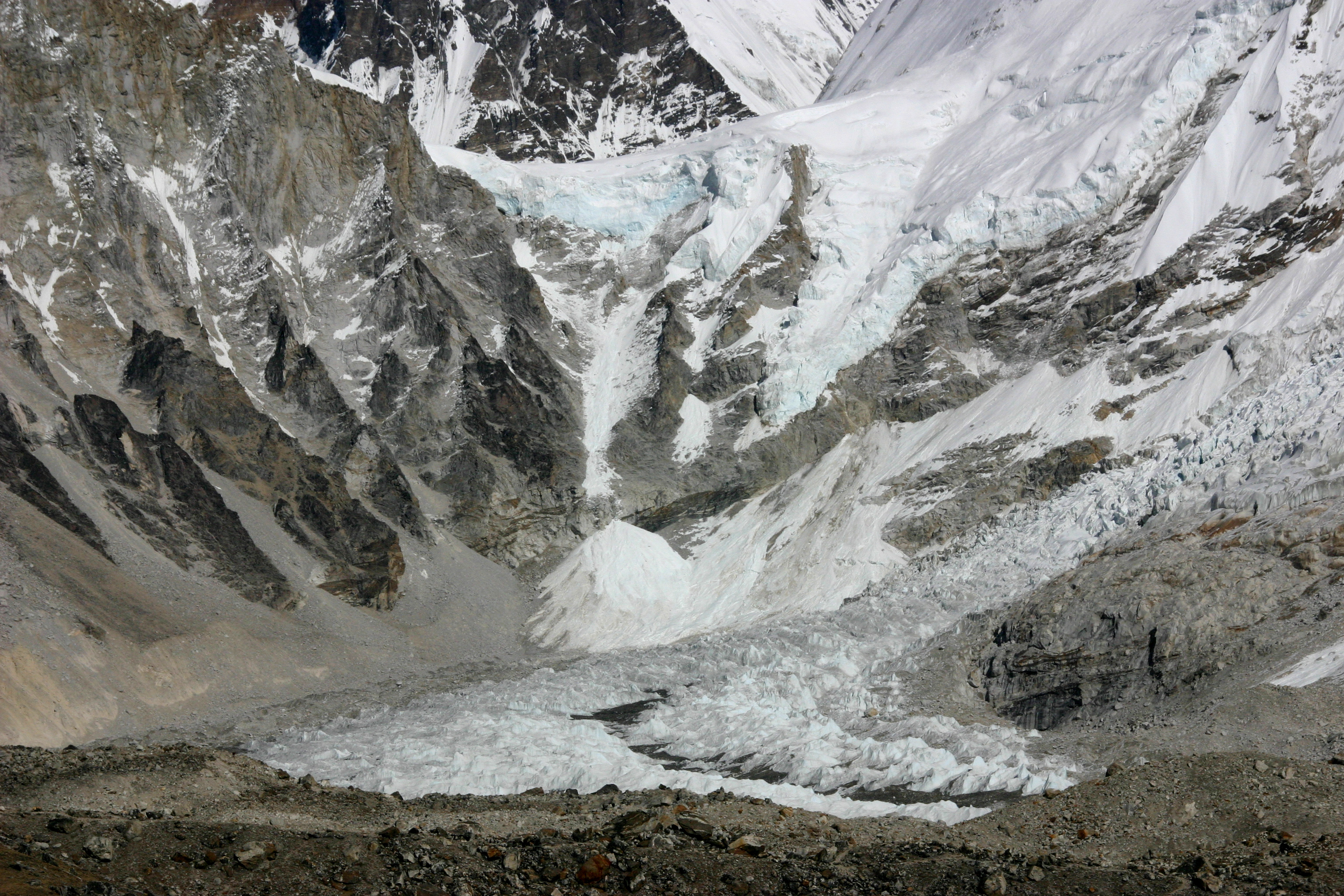
Glacier de Khumbu.
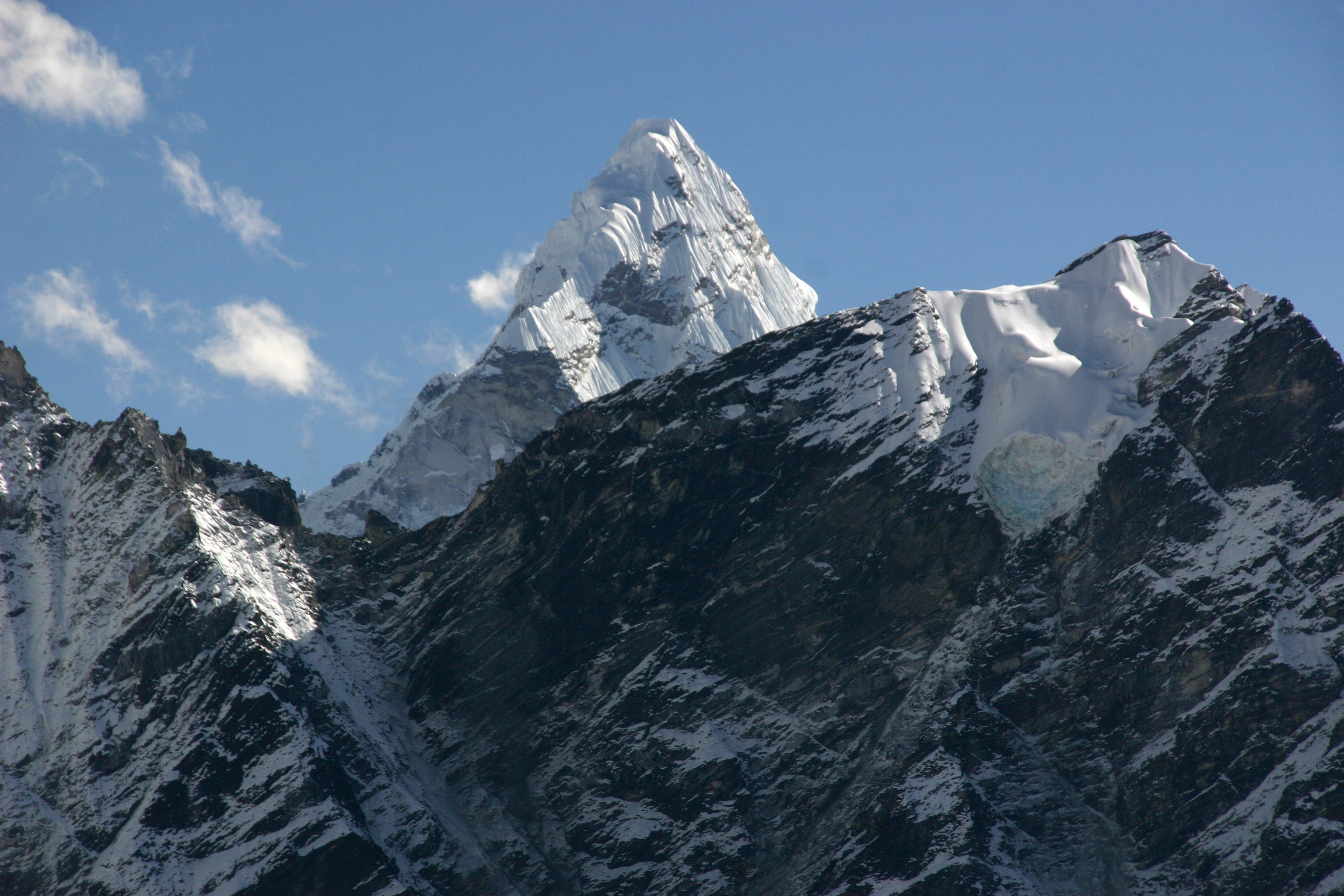
Ama Dablam.
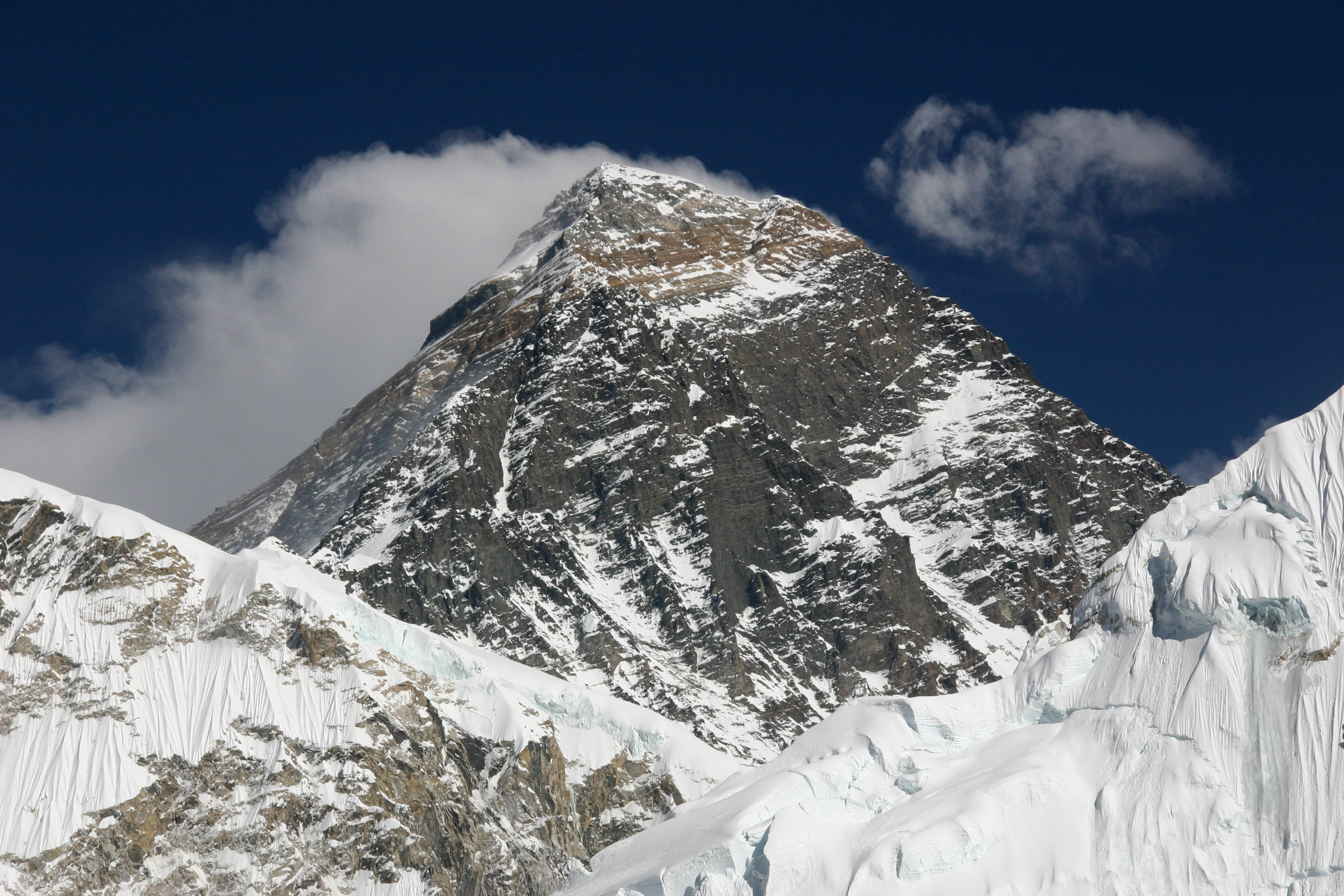
Everest.